# Sahak Howhannisjan
Sahak Marati Howhannisjan (orm. Սահակ Մարատի Հովհաննիսյան; ur. 20 stycznia 2001) – ormiański zapaśnik walczący w stylu klasycznym. 
Zajął czternaste miejsce na mistrzostwach Europy w 2020. Brązowy medalista igrzysk olimpijskich młodzieży w 2018. Trzeci na ME U-23 w 2022. Drugi na MŚ juniorów w 2019 i 2021. Trzeci na ME juniorów w 2019. Mistrz Europy kadetów w 2018 roku.